# Історія про козаків запорозьких
Історія про козаків запорозьких — визначне джерело XVIII століття, що описує Січ та запорозьких козаків. Містить топографічні координати та факти з історії січей, відомості про курені запорозькі, перевози на Дніпрі та Пд. Бузі. Також висвітлені питання щодо воєнної тактики, економічного та політичного ладу, побуту і звичаїв козаків.

## Автор
Біографічні відомості про історика С. Мишецького досить обмежені. Відомо, що він представник старовинного збіднілого аристократичного роду князів Мишецьких. Народився в 1710 р. Після закінчення навчання в інженерному корпусі, Мишецький в 1733 році потрапляє в Україну для будівництва української лінії. В 1736 році його направлено в Запорозьку Січ для спорудження там фортеці.
На Запоріжжі Семен Мишецький перебуває з перервами до травня 1741 року. Враження від кількарічного перебування в Січі і були покладені Мишецьким до основи його «Истории о козаках запорожских».

## Історія авторства твору
Ця пам'ятка не одразу повернула собі ім'я автора. Написана у 40-х рр. XVIII ст., вона довгий час перебувала в рукописному варіанті. «Историею» користувались, привласнювали цілі розділи, часто без будь-яких посилань на автора.
Це тривало до друку твору Осипом Бодянським у 1847 р. у «Чтениях общества истории и древностей российских». Проте, сам публікатор припустився помилки, вважаючи що авторство «Истории» належить Олександру Рігельману — авторові відомого «Летописного повествования»" один з розділів якого має назву «Историческое повествование о козаках запорожских». У ньому з незначними змінами відтворено працю Мишецького.
Щоправда, через декілька місяців після написання цієї передмови, датованої 31 січня 1847 р., Бодянський виправив свою помилку вказавши, що автором виданої ним історії був інженер-поручик князь Семен Іванович Мишецький, який перебував на Січі в 1736—1740 рр., де брав участь у побудові військових укріплень.

## Сім списків твору
Нині відомо сім списків праці Мишецького. Два з них зберігаються в рукописному відділі бібліотеки АН Росії. Інші три — списки, знайдені О.Бодянським у документах Г. Ф. Міллера (1708—1781), російського історика німецького походження. Саме вони покладено Бодянським в основу видання 1847 року. Між списками Міллера їх видавцем різниці не помічено, тому доцільно їх вважати за один варіант.
Ще два — це так званий список Сахарова і список, знайдений у бібліотеці князя Воронцова, видання якого здійснило Одеське товариство старожитностей у 1852 р.
При уважному порівнянні міллерівського списку з текстом списку Сахарова, помітно, що найбільш раннім є саме сахарівський список. Доказами такому твердженню є порівняння наступної, незначної на перший погляд, цитати зі списків Сахарова і Міллера, в якій йдеться про порядок богослужіння в Січовій церкві.
Крім згаданих списків існує ще й так званий воронцовський список, надрукований в Одесі в 1851 р. При співставленні трьох списків спостерігаються цікаві деталі. З одного боку, список Воронцова це майже точна копія списку Міллера, що повністю повторює його структуру і сюжети. При їх співставленні, помітні дрібні деталі, притаманні спискові Сахарова.
Така схожість списків Воронцова і Сахарова і разом з тим майже повна ідентичність списку Воронцова і міллерівського наштовхує на думку, що автор воронцовського списку користувався при його написанні і списком Міллера і Сахарова, або ж список Воронцова є проміжною ланкою між іншими двома списками і його можна вважати за чернетковий варіант міллерівського тексту, що писався, подібно останньому, в період 1761—1762 рр., але на деякий час раніше.

## Опис твору
На відміну від попередніх писань, що так чи інакше торкались запорізької проблеми, в творах Мишецького, Міллера, особливо Рігельмана та інших авторів другої половини XVIII ст. непомітно особливої пафосності та захоплення у висвітленні козацької тематики, властивої для історичних творів першої половини XVIII ст. Самовидця, Граб'янки, Величка. Тут дедалі сильніше відчувається відтінок зневажливого ставлення до «черни», «своевольного народу», — саме такими термінами частіше всього позначають запорізьке військо.
Таке відношення, зрештою, характерне для офіційних кіл імперії, що виступали в більшості випадків замовниками подібних історичних творів. Причому, таке ставлення стає радикальнішим з наближенням 1775 р. Разом з тим змінюється у відповідний бік характер змісту історичних праць. Особливо це помітно на прикладі творів Міллера та Рігельмана. При спробі їх порівняння проявляються цікаві закономірності, що зумовлені часом написання твору, цілями та особистістю його автора.
Хоч вказані твори цих істориків носять компілятивний характер і в своїй основі мають «Историю о козаках запорожских» Мишецького, слід зазначити, що подібний «плагіат» був історіографічною нормою другої половини XVIII ст, але те, як вони використали підставовий текст з огляду на різноманітні чинники, що супроводжували їх написання, безперечно, варте уваги.

### Зміст
Зміст кожного з трьох творів можна умовно поділити на дві частини. Оскільки їх центральною темою є описання внутрішнього побуту Січі, то цей опис займає основну частину кожного твору, включаючи в себе сюжети про січове судочинство, вибори, промисли тощо. В той час, як короткий екскурс в ранню історію козацтва, його походження, перебування під кримською протекцією — має характер вступу. Така специфіка цих творів пов'язана з тим, що автор джерельного твору — Мишецький, основну його частину написав безпосередньо під впливом своїх вражень від перебування на Січі, тоді як вступна частина запозичена ним з інших джерел.
За Мишецьким структуру своїх праць повторили Міллер і Рігельман. Але для того, щоб порівняти між собою ці три тексти, слід спочатку дещо зупинитись на творі Мишецького. Починається він, подібно до козацьких літописів, з'ясуванням витоків козацтва, етимології слова «козак». В цьому плані Мишецький притримується автохтонної теорії походження козацтва, поєднуючи її з хозарською в тлумаченні самого терміну «козак». Згідно Мишецькому, засновником козацтва вважається виходець з Польщі Семен, що поселився в 948 р. в гирлі Бугу «для своих промыслов, а именно для бития диких коз, фазанов и прочей дичины». Невдовзі до цього Семена приєднується інший люд, утворюючи таким чином своєрідну військову общину «и тако произошли в великую славу, что славные стали быть стрельцы и прозвали их козарами».
Далі Мишецький оповідає сюжет про те, як грецький імператор запросив це військо для відбиття навали турків. З ними «козари» успішно впорались. Очевидно, основою для написання цієї версії походження козацтва для Мишецького були наративні джерела — оповіді самих запорожців, в середовищі яких в XVIII ст. продукувались подібні легендарні теорії. Не виключено, що Мишецький запозичив цю теорію про походження козацтва з творів польської історіографії, особливо з огляду на польське походження згаданого родоначальника козацтва Семена.
Після викладу версії походження козацтва Мишецький побіжно зупиняється на подіях від епохи Стефана Баторія до 1709 р. «по измену Мазепину» і зосереджує свою увагу на подіях 1709—1734 рр. тобто періоді перебування запорожців під кримським протекторатом і обставинах їхнього повернення в російське підданство.
Розпочинаються «Известия о козаках запорожских» 1507 р. з утворенням реєстрового козацького війська при Сігізмунді І, «который учинил первую в розсуждении козацких жилищ отмену переведением значительнаго числа из сего народу на отведенную им же малую часть земли выше порогов не для иного того, как только для лучшей их защиты от турецких и татарских набегов». Далі автор проводить детальний опис географічного положення Січі. При цьому, як він сам вказує, користувався «картой военных действий последней войны с турками».
Таких карт Міллер нараховує три — 1736, 1737 і 1738 рр. При описі місцеположення Січі та дніпровських порогів Міллер залучає також і усні джерела — оповіді самих запорожців «коих несколько человек из них видел я в Петербурге и спрашивать случай имел». Опис Січі в Міллера переходить в сюжет її зруйнування в 1709 році, після переходу частини запорожців на бік Мазепи, основу якого взято в Мишецького.

### Історична цінність твору
Отже, у творах Міллера і Рігельмана «История о козаках запорожских» зазнала змін, до яких спричинилися доба та середовище постання цих творів. Це зумовило певну ідеологічну заангажованість їх авторів, особливо помітну в праці Рігельмана.
Не слід надто категорично ставитись до характеру історіописання Міллера і Рігельмана. Свого часу Полонська-Василенко назвала їх псевдо-істориками за плагіат. Такий прийом є властивим для історіографії тієї доби. Ці «переробки» не були випадковими оскільки ґрунтувались на певній рецепції козацтва. Тому їх можна розцінювати не тільки як історіографічне моделювання образу Запорозької Січі, але і як самодостатній історіографічний процес другої половини XVIII століття.
Цінність праці Мишецького полягає в тому, що даний твір є описом очевидця подій, він дає змогу бачити їх такими, якими сприймав і бачив їх сам автор. Картини січового побуту, виборів, судочинства передані в творі дуже ретельно, з врахуваннями найменших деталей, що можуть бути корисним додатковим джерелом для вивчення січових реалій.